# Беловодица
Беловодица (изписване до 1945 година: Бѣловодица; на македонска литературна норма: Беловодица) е село в южната част на Северна Македония, община Прилеп.

## География
Селото е разположено в планината Дрен, в долината на река Раец, източно от град Прилеп.

## История
В землището на Беловодица в местностите Грамадина и Селище (Селиште) има римски некрополи.
В XIX век Беловодица е чисто българско село в Прилепска кааза на Османската империя. В „Етнография на вилаетите Адрианопол, Монастир и Салоника“, издадена в Константинопол в 1878 година и отразяваща статистиката на населението от 1873 година Беловодица (Bélovoditza) е село във Велешка каза с 40 домакинства и 185 жители българи.
Църквата „Свети Никола“ е от 1885 година.
Според статистиката на Васил Кънчов („Македония. Етнография и статистика“) от 1900 година Бѣловодица има 510 жители, всички българи християни.
На Етнографската карта на Битолския вилает на Картографския институт в София от 1901 година Беловодица е чисто българско село в Прилепската каза на Битолския санджак с 72 къщи.
През юли 1903 година край селото се води тежка битка между чети на ВМОРО и османски аскер.
В началото на XX век българското население на селото е под върховенството на Българската екзархия. По данни на секретаря на екзархията Димитър Мишев („La Macédoine et sa Population Chrétienne“) през 1905 година в Беловодица има 576 българи екзархисти. Към 1906-1907 година енорийски свещеник на Беловодица и Трояци е Пантелеймон Мицев.
При избухването на Балканската война един човек от Беловодица е доброволец в Македоно-одринското опълчение.
По време на българското управление на Вардарска Македония през Първата световна война Беловодица е част от Плетварска община в Прилепска околия и има 616 жители.
Манастирът „Свети Георги“ е осветен на 27 юли 1980 година от митрополит Гаврил Повардарски, който в това време е администратор преспанско-битолски.
Според преброяването от 2002 година селото има 24 жители, всички северномакедонци.

## Личности
Родени в Беловодица
- Харалампи Попов (1881 - 1925), български учител, убит от сърби в Плетвар[12]

Починали в Беловодица
- Александър Спирков (? – 1903), български революционер;
- Алекса Нун. Чернов (? - 1903), български революционер от ВМОРО[13]
- Алекса Ламьов (? - 1903), български революционер от ВМОРО[13]
- Алекса Сп. Минков (? - 1903), български революционер от ВМОРО[13]
- Григор Ракиджиев (? – 1903), български революционер от ВМОРО
- Димитър Сливянов (1876 – 1903), български революционер;
- Иван Кирков Шарлиев, български военен деец, подофицер, загинал през Първата световна война[14]
- Илия Христев Лаков, български военен деец, подофицер, загинал през Първата световна война[14]
- Тале Христов (1878 – 1903), български революционер;